# 征服之戰
征服之戰，是日本純種競賽馬匹。生涯主要出戰中距離賽事，曾於2016年勝出青葉賞。

## 出賽前
2013年3月18日出生於北海道千歲市社台牧場，成長途中於拍賣會上被馬主島川隆哉以1億9950萬日圓的高額購入。
其後交由栗東訓練中心練馬師角居勝彥訓練。

## 競賽生涯

### 2歲
2015年7月26日出戰函館競馬場2歲新馬戰，一直維持於第二的位置下於直路上未能迫近領放馬，最終被對手拉開3馬位落敗。
其後出戰2歲未勝利戰，於其中因為加速過晚而取得第三，12月的靈一場2歲新馬戰亦因為未能追過前方賽駒而以第二落敗。

### 3歲
2016年年初出戰3歲未勝利戰，本次比賽初段其維持於後方位置，於第三彎道開始逐步上前並進佔先頭。進入直路後，其隨即加速衝出並不斷迫近前方賽駒，最終成功超越對手取得首勝。
其後出戰3歲500萬獎金以下條件戰，比賽途中在中團位置逐步上前尋找位置，於直路上在和Laevateinn的纏鬥中成功獲勝，最終以頸位優勢率先衝線。然而其後賽會展開審議，認為征服之戰於直路上的外閃有妨礙Laevateinn之嫌，因而判處其貶至第二。
4月2日出戰條件戰杜鵑花賞，比賽初段進佔先頭位置並一直處於約莫第五，進入直路後隨即加速上前，最終成功壓贏同樣位置衝出的Jun Vulcan取得勝利。
4月下旬以青葉賞作為目標，由於此前的騎師杜滿萊被罰停賽，本次比賽其由內田博幸策騎。比賽開始後，其繼續維持於約莫第四、五的位置展開推進，於比賽途中維持穩定的步速未有太大動作。進入直路後，其一舉於中檔位置衝出超越前方賽駒取得領先，及後繼續維持衝勢下成功阻止赤老大的攻勢，以1馬位優勢取得首個分級賽冠軍。
其後採用優先出賽權方式出戰東京優駿（日本打吡），比賽初段選擇於中團位置等待時機，然而進入直路後，其未能展現出以往賽事的追勢，最終無法突破下以第十三大敗。
完成賽事後前方放草為秋季賽事準備，但於8月3日時被發現右前腳出現肌腱炎，因而進入休養並接受幹細胞手術治療。

### 4歲
進入2017年，其一直進行康復訓練謀求儘快復出，然而於7月時肌腱炎復發，最終選擇退役並在8月10日取消日本中央競馬會的賽駒註冊。

### 詳細賽績
| 日期      | 舉辦國家 | 馬場 | 距離   | 級別 | 賽事名稱         | 負重 | 騎師     | 馬號 | 出馬 | 名次 | 時間   | 頭馬（二馬）     |
| --------- | -------- | ---- | ------ | ---- | ---------------- | ---- | -------- | ---- | ---- | ---- | ------ | ---------------- |
| 26/7/2015 | 日本     | 函館 | 草1800 |      | 2歲新馬          | 54   | 岩田康誠 | 4    | 11   | 2    | 1:55.0 | After Dark       |
| 7/11/2015 | 日本     | 京都 | 草2000 |      | 2歲未勝利        | 55   | 濱中俊   | 7    | 10   | 3    | 2:02.3 | Fasnacht         |
| 6/12/2015 | 日本     | 中京 | 草2000 |      | 2歲未勝利        | 55   | 杜滿萊   | 11   | 14   | 2    | 2:04.3 | Admire Daio      |
| 16/1/2016 | 日本     | 京都 | 草2000 |      | 3歲未勝利        | 56   | 杜滿萊   | 12   | 16   | 1    | 2:02.2 | （Lord Premium） |
| 6/2/2016  | 日本     | 東京 | 草2400 |      | 3歲500萬獎金以下 | 56   | 貝利     | 1    | 12   | 2    | 2:28.5 | Laevateinn       |
| 2/4/2016  | 日本     | 阪神 | 草2400 |      | 杜鵑花賞         | 56   | 杜滿萊   | 11   | 11   | 1    | 2:25.9 | （Jun Vulcan）   |
| 30/4/2016 | 日本     | 東京 | 草2400 | GII  | 青葉賞           | 56   | 內田博幸 | 6    | 13   | 1    | 2:24.2 | （赤老大）       |
| 29/5/2016 | 日本     | 東京 | 草2400 | GI   | 東京優駿         | 57   | 內田博幸 | 14   | 18   | 13   | 2:25.4 | 豐收節           |

## 退役後
退役後，征服之戰成為了配種馬，於北海道厚真町S T牧場休養，在2018年進行配種。首批子嗣於2019年出生。首批子嗣可於2021年出賽。

## 血統簡介
父系大震撼爲日本賽駒，爲日本賽馬史上第二匹無敗三冠馬，生涯出戰十四場賽事僅得兩場未能勝出，退役後配種成績亦極爲優秀。祖父週日寧靜是美國三冠賽雙冠馬，退役後在日本配種，在日本馬壇相當成功，贏得多項分級賽事，其子嗣贏得巨額獎金。
母系谷中百合為法國賽駒，曾勝出三級賽高諾伊錦標及倫勒德錦標，亦於一級賽歌劇錦標取得冠軍。外祖父天文學家亦爲英國賽駒，爲2001年葉森打吡及英皇佐治六世及皇后伊利沙伯鑽石錦標冠軍，退役後亦成爲著名種馬。

### 血統表
| 父線：週日寧靜系（Halo系）       |                          |              |                 |
| 種馬 大震撼 2002年（棗色）       | 週日寧靜 1986年（棕色）  | Halo         | Hail to Reason  |
| 種馬 大震撼 2002年（棗色）       | 週日寧靜 1986年（棕色）  | Halo         | Cosmah          |
| 種馬 大震撼 2002年（棗色）       | 週日寧靜 1986年（棕色）  | Wishing Well | Understanding   |
| 種馬 大震撼 2002年（棗色）       | 週日寧靜 1986年（棕色）  | Wishing Well | Mountain Flower |
| 種馬 大震撼 2002年（棗色）       | 風中秀髮 1991年（棗色）  | Alzao        | 利法爾          |
| 種馬 大震撼 2002年（棗色）       | 風中秀髮 1991年（棗色）  | Alzao        | Lady Rebecca    |
| 種馬 大震撼 2002年（棗色）       | 風中秀髮 1991年（棗色）  | Burghclere   | Busted          |
| 種馬 大震撼 2002年（棗色）       | 風中秀髮 1991年（棗色）  | Burghclere   | Highclere       |
| 繁殖雌馬 谷中百合 2007年（棗色） | 天文學家 1998年（棗色）  | 鞍匠井       | 北地舞人        |
| 繁殖雌馬 谷中百合 2007年（棗色） | 天文學家 1998年（棗色）  | 鞍匠井       | Fariy Bridge    |
| 繁殖雌馬 谷中百合 2007年（棗色） | 天文學家 1998年（棗色）  | 海都市       | Miswaki         |
| 繁殖雌馬 谷中百合 2007年（棗色） | 天文學家 1998年（棗色）  | 海都市       | Allegretta      |
| 繁殖雌馬 谷中百合 2007年（棗色） | Pennegale 1998年（棗色） | 百利金       | Bering          |
| 繁殖雌馬 谷中百合 2007年（棗色） | Pennegale 1998年（棗色） | 百利金       | {{{mmfm}}}      |
| 繁殖雌馬 谷中百合 2007年（棗色） | Pennegale 1998年（棗色） | Gale Warning | 最後大官        |
| 繁殖雌馬 谷中百合 2007年（棗色） | Pennegale 1998年（棗色） | Gale Warning | Gay Apparel     |
| 雌系：號族：4-r                  |                          |              |                 |
| 五代內近親交配：北地舞人 5×4     |                          |              |                 |

## 命名由來
名字Vanquish Run（ヴァンキッシュラン）意思為：「征服的一步」，香港則取其意，翻譯為「征服之戰」。

## 外部連結
- 征服之戰 netkeiba.com （页面存档备份，存于）
- 血統表 （页面存档备份，存于）